# Znojemská radniční věž
Radniční věž je hlavní historická dominanta města Znojma a patří k nejvýznamnějším gotickým stavbám v Česku. Roku 2024 byla prohlášena národní kulturní památkou ČR. Zděnou spodní část vystavěl v letech 1447–1449 stavitel Mikuláš ze Sedlešovic, složitý střešní krov neznámý stavitel v letech 1449–1457. Věž se tyčí do výšky 66,58 m. Je opatřena vyhlídkovým ochozem, který je celoročně přístupný. Věž se nachází na Obrokové ulici, která spojuje Horní náměstí a Masarykovo (Dolní) náměstí.
Věž je součástí národní kulturní památky „Radnice s věží".

## Popis a celkové hodnocení památky
Polovinu výšky věže představuje zděný hranol s místnostmi a prostorem pro věžní hodiny a ciferníky. Horní polovinu věže tvoří velmi složitě tvarovaná střecha s dvěma strážními ochozy. Znojemská radniční věž je nejstarším známým dokladem tohoto typu věže ve střední Evropě. Dřevěné konstrukce krovu a štenýřových konstrukcí pocházejí ve značné míře z doby stavby věže.
Věž od svého počátku symbolizovala mimořádný význam zeměpanského (královského) města Znojma v období pozdního středověku, demonstrovala hrdost a sílu městské samosprávy a blahobytu měšťanů. Hlavní praktickou funkcí věže byla funkce strážní – věž byla hlavní hláskou města, hlídači vyhlíželi možného nepřítele v okolí, v době obléhání města byla z radniční věže řízena obrana města. Dále věž plnila funkci oznamovací a signalizační. Hlídači či trubači vytrubovali celé hodiny a v případě požáru bili na poplach a signalizačním praporem dávali najevo směr ohniska požáru. Již od 16. století byly věžní hodiny opatřeny cimbály. Věž také sloužila jako reprezentativní „nosič“ praporců, obrazů a nápisů také při městských slavnostech či při návštěvách významných politických či církevních osob.

## Historie
Po založení města Znojma na předpolí znojemského hradu v letech 1222/1226 spravoval město panovníkův rychtář. Samospráva se vyvinula teprve v letech slabé panovnické moci po vymření Přemyslovců, mezi roky 1306–1310. Ze sboru přísežných soudu se stala městská rada s 12 konšely a čtvrtletně se měnícím purkmistrem. Rada zasedala v domech konšelů. Teprve z roku 1397 máme zmínku o domus pretorii, který patřil „kutlmajstrovi“ (vedoucímu jatek) Jaclinovi, platícímu do městské pokladny jeden z největších lozuňků 19 hřiven (kop) stříbrných grošů ročně. Badatel Otto Bouda složitým výzkumem zjistil, že se jednalo o dům s dnešní adresou Václavské náměstí č. 2 (tehdy na okraji Horního náměstí). Jednalo se o jednopatrový dům s klenutými místnostmi (1408), horní sloupovou síní (1421) a malou věží s orlojem a se zvonem. Husitské obléhání města roku 1425 donutilo konšely platit hlídače, který ve věži radního domu působil.
Kdy tedy vznikla radnice s věží na nynějším místě na Obrokové ulici? Až po husitských válkách. Od založení města zde byla rezervována stavební proluka. K výstavbě budovy radnice došlo v letech 1441/1442 ještě v pozdně gotickém slohu. Stavitelem byl mistr Mikuláš ze Sedlešovic. V sousedství pak byla dne 17. července 1447 zahájena stavba vysoké věže. Pamětní nápis na východní stěně věže dodnes říká:
„Anno Dei 1447 feria II post Margaretham inceptum est hoc opus per magistrum Nicolaum lapicidam de Edelspitz.“ V překladu: „Léta Páně 1447 v pondělí po Markétě počalo se toto dílo skrze mistra Mikuláše, kameníka ze Sedlešovic.“
Základová jáma byla 2,5 metru hluboká, věž představovala zděný hranol o vnějších rozměrech 670 x 670 cm. V roce 1448 stavba pokračovala do úrovně 2. patra věže, kde začínal mělký rizalit s nástupem na točité schodiště do vyšších pater. Druhá pamětní deska, tentokrát na severní stěně věže, hlásá: „Condidit infantis praeclari tempor regis me Ladislai subdita Znoyma sibi 1448, quem rex Albertus genuit dux Marchio dignus caesaris Elisabeth filia mater erat.“ V překladu: „Stavba se konala v roce 1448 za časů, kdy Znojmo bylo poddáno nezletilému znamenitému králi Ladislavovi, kterého zplodil král Albrecht, vévoda a markrabě, a jehož matkou byla Alžběta, dcera císaře.“
K dokončení zděné části věže, jak potvrdila dendrochronologická analýza, došlo v roce 1449. Obvodové zdivo se v každém patře prostřednictvím ústupků vnitřního líce ztenčuje cca o 10-20 cm, čímž se půdorys místností v jednotlivých patrech postupně zvětšuje, z šířky zdiva 190 cm v suterénu na 120 cm pod ochozem.
V letech 1449–1453 provedl neznámý tesařský mistr unikátní a velmi náročnou konstrukci střešního krovu. Dost možná jím mohl být městský tesař Felix Redlin, zmiňovaný 1453 s osazováním zvonu do 9. patra na věž, společně s hodinářem Janem. Všechny prvky dolní části štenýřových konstrukcí ve zděné části věže o délce až 18 metrů musely být zvednuty nad korunu zdiva a svisle spuštěny do interiéru věže. Do roku 1457 pak probíhaly dokončovací práce. Střecha byla pokryta břidlicovou krytinou a celá věž byla omítnuta. V září 1457, jak prozrazují městské účty, provedli zedník Erasmus a jeho pomocníci abstrueri – „zavázání“ věže, tedy obezdění prahových trámů dolního ochozu. V neděli před sv. Václavem malíř Mikuláš namaloval na věži královský znak Ladislava Pohrobka. Věž byla také opatřena hodinami a strážným trubačem.
V 16. století byla znojemská radnice zdokonalována. Z roku 1525 se dochoval první známý pohled na radniční věž. Roku 1536 byla renesančně přestavěna radniční budova pod věží, jak prozrazují dodnes klenební přípory v radničním mázhauzu. Roku 1541 proběhla instalace ciferníků hodin. V roce 1547 na věži působili čtyři trubači, v jejich čele stál „Turnermeister“. Strážná služba v tehdejší době, kdy Moravu ohrožovaly výboje Osmanské říše, byla dennodenní. Z let 1547, 1555 a 1560 máme zmínky o opravách břidlicové střechy věže. Konečně v letech 1588/1595 proběhla generální oprava věže, na kterou městští konšelé nakoupili 4 tuny mědi za 1720 rýnských zlatých. Břidlicová krytina byla kompletně vyměněna za měděný plech. Měď byla zakoupena u Dr. Georga Sengera z jeho hutí v horních městech v Horních Uhrách (Slovensko) a dopravena byla po řekách až do Kremže nad Dunajem, odkud byla v povozech dovezena do Znojma. Střešní měděnou krytiny instaloval Štěpán (Steffan) Alex z Horních Rakous a po jeho útěku Ondřej Salburger z Českých Budějovic. Na nátěr bylo použito zelené „horské“ barvy, koupené v Kremži, olovnaté běloby a olovnaté žluti. Po skončení prací na střeše malíř Hanns Jakob natřel ochoz a sloupy ochozu hnědou „mramorovou kamennou“ olejovou barvou. Na všech čtyřech stranách ochozu byly ve středu namalovány městské znaky, které podpírali lvi. Čtyři hodinové ciferníky byly natřeny namokro vodovou barvou. Pozlaceny byly ručičky hodin a "měsíční světlo" na báních. Pro lepší dojem byly barvou natřeny také kvádrovaná nároží věže a ostění oken. Natěrač Hanns Jakob pak ještě nad zemský moravský a městský znojemský znak namaloval císařského orla na počest Rudolfa II., který byl uchycen u jednoho okna na severní straně veže.
Další opravy věže probíhaly v letech 1656, 1670, 1765, 1801, 1833, 1854/1855, 1878, 1890, 1901, 1923/1924, po poškození sovětským náletem (20. dubna 1945) v letech 1950/1953, 1993/1995 a naposledy v letech 2022 až 2024.
V roce 2015 vypracovali na objednávku města Znojma F. R. Václavík, B. Šeda, K. Kulhánková a D. Hodeček detailní stavebně historický průzkum radniční věže. Průzkum také zahrnul nová badatelská zjištění Otto Boudy.  
Věž má vyhlídkový ochoz, který byl až do začátku padesátých let otevřený. Při poválečné opravě byl zabedněn. Ještě na počátku první republiky pískali v noci každou hodinu hlásní na ochozu věže na všechny strany čas. V každém případě městští představitelé v roce 1924 hlídky zrušili z důvodu vybavení hasičských sborů vlastním signalizačním zařízením. Nyní věž slouží jako celoročně přístupná vyhlídka. Při zvlášť výborné dohlednosti jsou odtud viditelné i Alpy.